# Theophilos Psiliakos
Theophilos Psiliakos (griechisch Θεοφιλος ψιλιακος, auch fälschlich: Theofilakos Psiliakos) war ein griechischer Ruderer. Er trat 1906 als Teenager bei den Olympischen Zwischenspielen in Athen an und startete als Steuermann für die gemischte Mannschaft mit den belgischen Brüdern Max Orban und Rémy Orban. Zu jener Zeit war es nicht ungewöhnlich, dass oftmals noch Jugendliche als Steuermänner fungierten. Mit seiner Mannschaft gewann er im Zweier die Silbermedaille über die Distanz einer Meile. Über sein Leben ist weiter nichts bekannt.